# Jacques Koole
Yzak (Jacques) Koole (Utrecht, 21 april 1938 – Kerkrade, 2 november 1972) was een Nederlands voetballer en voetbaltrainer.
Koole speelde vanaf zijn twaalfde bij DOS waar hij op 24 maart 1957 als basisspeler debuteerde in het eerste team in de uitwedstrijd in de Eredivisie tegen BVV (4-0 nederlaag). In de rust werd hij gewisseld voor Toon Westbroek.  Hij maakte deel uit van het team dat in het seizoen 1957/58 landskampioen werd en speelde daarin zes wedstrijden. In 1958 speelde Koole in het Nederlands Militair Elftal dat de derde plaats behaalde op het wereldkampioenschap dat jaar. Vanaf het seizoen 1959/60 werd hij een vaste waarde bij DOS. Op 28 april 1963 liep hij in de uitwedstrijd bij De Volewijckers een zware knieblessure op. Hij zou niet meer in actie komen voor DOS en ging in het seizoen 1964/65 voor HVC in de Tweede divisie spelen. Ook daar bleef hij last houden van de blessure. Hij probeerde het in het seizoen 1965/66 op amateurbasis nog bij Elinkwijk⁣, maar moest zijn loopbaan beëindigen.
Koole deed de trainerscursussen bij de KNVB en hij trainde VEP uit Woerden waarmee hij in 1970 naar de Derde klasse promoveerde. Met VVOG werd hij in 1969 algeheel amateurkampioen. Daarnaast verzorgde hij in het kader van Jeugdplan Nederland trainingen bij de KNVB in Zeist. In het seizoen 1970/71 was hij bij PSV assistent van Kurt Linder. Hij behaalde onder František Fadrhonc zijn hoogste trainersdiploma, maar was zeer beïnvloed door diens voorganger Georg Kessler. Ook Linder zag hij als een voorbeeld.
Medio 1971 werd Koole aangesteld als hoofdtrainer van Roda JC, uitkomend in de Eerste divisie. Bij Roda JC maakte hij een slag naar semi-profs gericht op volledig profvoetbal. Hij voerde dagtrainingen in en onder zijn leiding kregen in 1972 vijf spelers een volledig profcontract. Ook kregen spelers meerjarige contracten. Koole was ook actief voor de VVON.
Op 2 november 1972 zakte Koole na de ochtendtraining met de vijf fullprofs van Roda JC bij de poort van het Gemeentelijk Sportpark Kerkrade in elkaar en overleed op 34-jarige leeftijd aan een hartaanval. Hij was gehuwd en kreeg vier kinderen. Koole werd begraven op begraafplaats Brandenburg in Bilthoven. Voor het gezin Koole werden twee benefietwedstrijden gespeeld. De eerste in Kerkrade tussen een selectie Eredivisiespelers en een Limburgse selectie mislukte. Een tweede, tussen het DOS-kampioensteam uit 1958 en het Feijenoord van 1961, gespeeld in Utrecht bij DOS '01, was wel een succes. Assistent Bob Bechholz nam kort het elftal over en eind november werd Hennie Hollink aangesteld als nieuwe trainer. Roda JC promoveerde aan het einde van het seizoen 1972/73 naar de Eredivisie. In 1973 werd op het terrein van Roda JC een naar Jacques Koole vernoemd jeugdtoernooi georganiseerd. Na vijf onregelmatig georganiseerde edities werd dit toernooi na 1980 niet meer gespeeld. In 2023 werd opnieuw gestart met het toernooi.